# Augusta Lundin

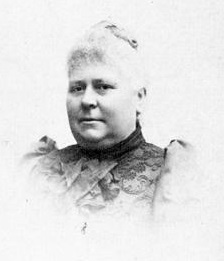
Augusta Lundin, vor 1919

Augusta Lundin (* 13. Juni 1840 in Kristianstad; † 20. Februar 1919 in Stockholm) war eine schwedische Modistin, Schneiderin und Modehausbesitzerin. Sie gilt als Schwedens erste Modedesignerin.

## Leben
Augusta Lundin wuchs als älteste Tochter des Schneiders Anders Lundin und seiner Frau Christina Andersdotter in Kristianstad auf, zusammen mit vier Schwestern und einem Bruder. Die Töchter wurden zuhause unterrichtet und Augusta als auch ihre jüngere Schwester Hulda erlernten den väterlichen Beruf.
Mit 23 Jahren zog sie nach Stockholm, wo sie von 1863 bis 1865 in Emma Hellgrens Modehaus für Hüte und von 1865 bis 1867 in einer Modehandelsfirma tätig war, bevor sie sich mit einem kleinen Modeatelier in drei kleinen Räumen in der Malmskillnadsgatan 30 selbstständig machte. In der Anfangszeit brachten die Kunden ihre eigenen Stoffe, aus denen sie Ausgeh-, Fest- und Ballkleider fertigte. Mit der Übersetzung der deutschen Magazine Der Bazar und Modenwelt in den frühen 1870er Jahren ins Schwedische (Nya Bazaren und Freja) wuchs das Interesse an Mode, und Lundins Modehaus erfüllte die Nachfrage nach aufwändigen Stickereien.
Entscheidend für den wachsenden Erfolg in der Anfangszeit war einerseits die Unterstützung durch ihre Schwestern – ihre jüngere Schwester Hulda Lundin hatte in Stockholm eine Schule zur Ausbildung von Mädchen und jungen Frauen im Handwerk gegründet – als auch ihr enger Kontakt zu Otto Gustaf Bobergh, der viele Jahre lang mit dem Pariser Modedesigner Charles Frederick Worth zusammenarbeitete. Durch ihn konnte sie sich über neue Ideen und Modeimpulse aus Paris informieren. Inspiriert von der französischen Mode, begann sie, eigene Modelle zu entwerfen, und produzierte lizenzierte Kopien. Ab 1874 reiste sie jedes Jahr selbst nach Paris und kaufte Stoffe und anderes Material. Im gleichen Jahr gestaltete sie die Näherei zu einem Modemagazin mit Verkauf um. 1886 entwarf sie im Auftrag der schwedischen Reformkleidungs-Gesellschaft (Svenska drägtreformföreningen) ein den Zielen der Reformkleidung entsprechendes Kostüm, ein locker fallendes Kleidungsstück ohne Korsett oder Tournüre.

Jacke für Sophia von Nassau, etwa 1887
Oberteil des Kleides für Ebba von Eckermann, 1880er Jahre
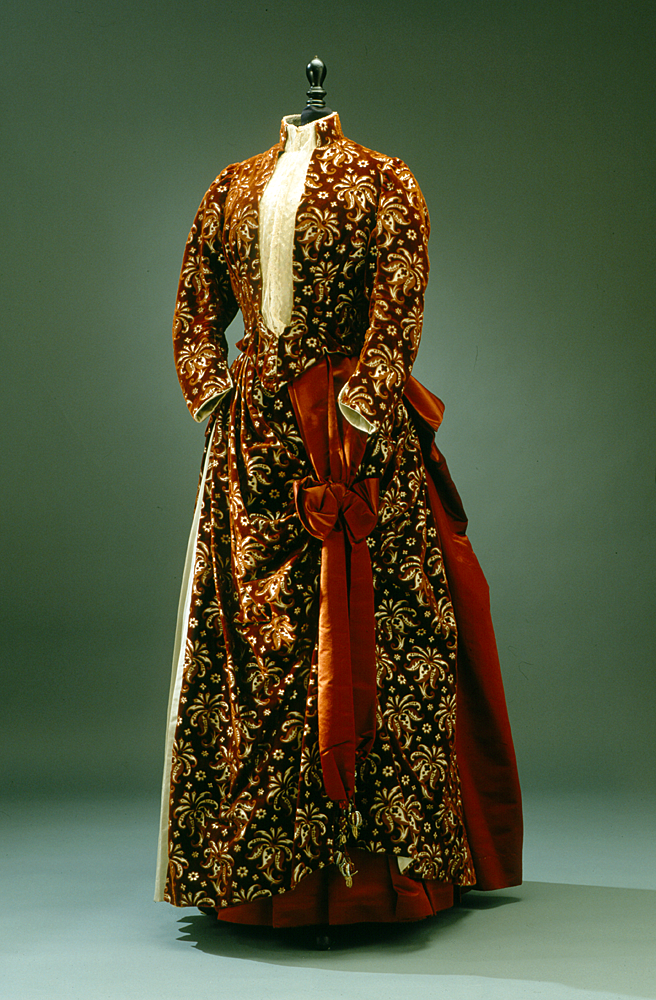
Kleid für Ebba von Eckermann, 1880er Jahre
Schleppe für Joséphine de Beauharnais, Anfang 19. Jahrhundert
Jacke für Sophia von Nassau, etwa 1887

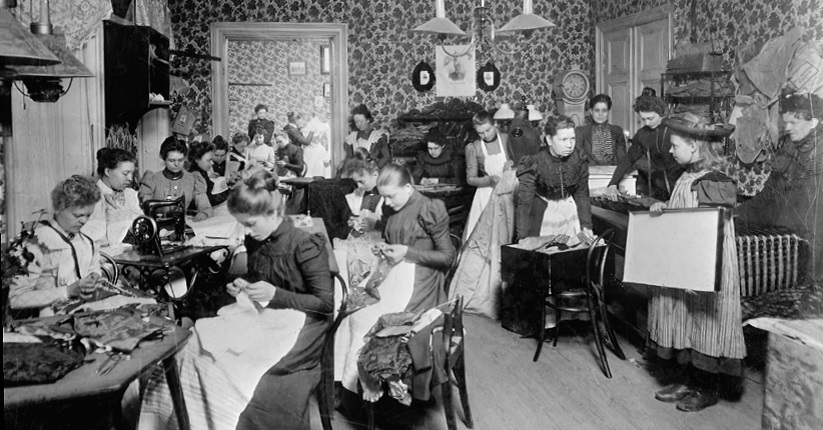
Augusta Lundins Nähstube mit Näherinnen, Schneiderpuppen und Stoffschneiderinnen bei der Arbeit in der Brunkebergstorg 2.

1887 bezog Lundin mit der expandierenden Firma drei Etagen in der Brunkebergstorg 2. Sie führte zahlreiche Neuerungen in ihrem Betrieb ein, wie in den 1890er Jahren feste Arbeitszeiten von neun Uhr morgens bis sieben Uhr abends, kürzer als bei anderen Arbeitsplätzen in der gleichen Branche. In einer großen Küche wurde Essen für das Personal zubereitet. Gleichzeitig entlohnte sie ihre Angestellten besser als bei ähnlichen Firmen üblich und gewährte den Näherinnen jeden Sommer zwei Wochen Urlaub. Sie übernahm die französische Arbeitsweise, jeden Teil eines Kleidungsstückes separat in einer eigenen Abteilung nähen zu lassen. In den 1890er Jahren stellte sie erstmals männliche Schneider ein.
Augusta Lundin gilt als Schwedens erste Modedesignerin. In Stockholm gab es zu Beginn des 20. Jahrhunderts viele Modehäuser, aber Augusta Lundins Studio war die führende Adresse. Ihr Modestudio war von Mitte der 1870er bis zum Ersten Weltkrieg ein Zentrum der Pariser Mode in Schweden und sie galt als „Stockholm Dior“. Das Unternehmen belieferte ab 1892 das Königshaus als königlicher Hoflieferant der Königin Sofia und Josephine von Leuchtenberg. Oskar II. orderte jedes Jahr Kleider aus ihrem Atelier als Weihnachtsgeschenk für die Hofdamen. Zu Lundins Kundinnen zählten die seinerzeit bekannten Schauspielerinnen, die Damen der Stockholmer Gesellschaft und Selma Lagerlöf. Kunden aus dem ganzen Land besuchten ihre Modefirma, das Geschäft war auch im Ausland bekannt und Bestellungen kamen aus Norwegen, Finnland und St. Petersburg. Das Modemagazin zog 1908 in größere Räumlichkeiten in der Brunkebergstorg 20 um. Im Jahr 1914 beschäftigte Augusta Lundin bereits 175 Näherinnen und vier Damenschneider.

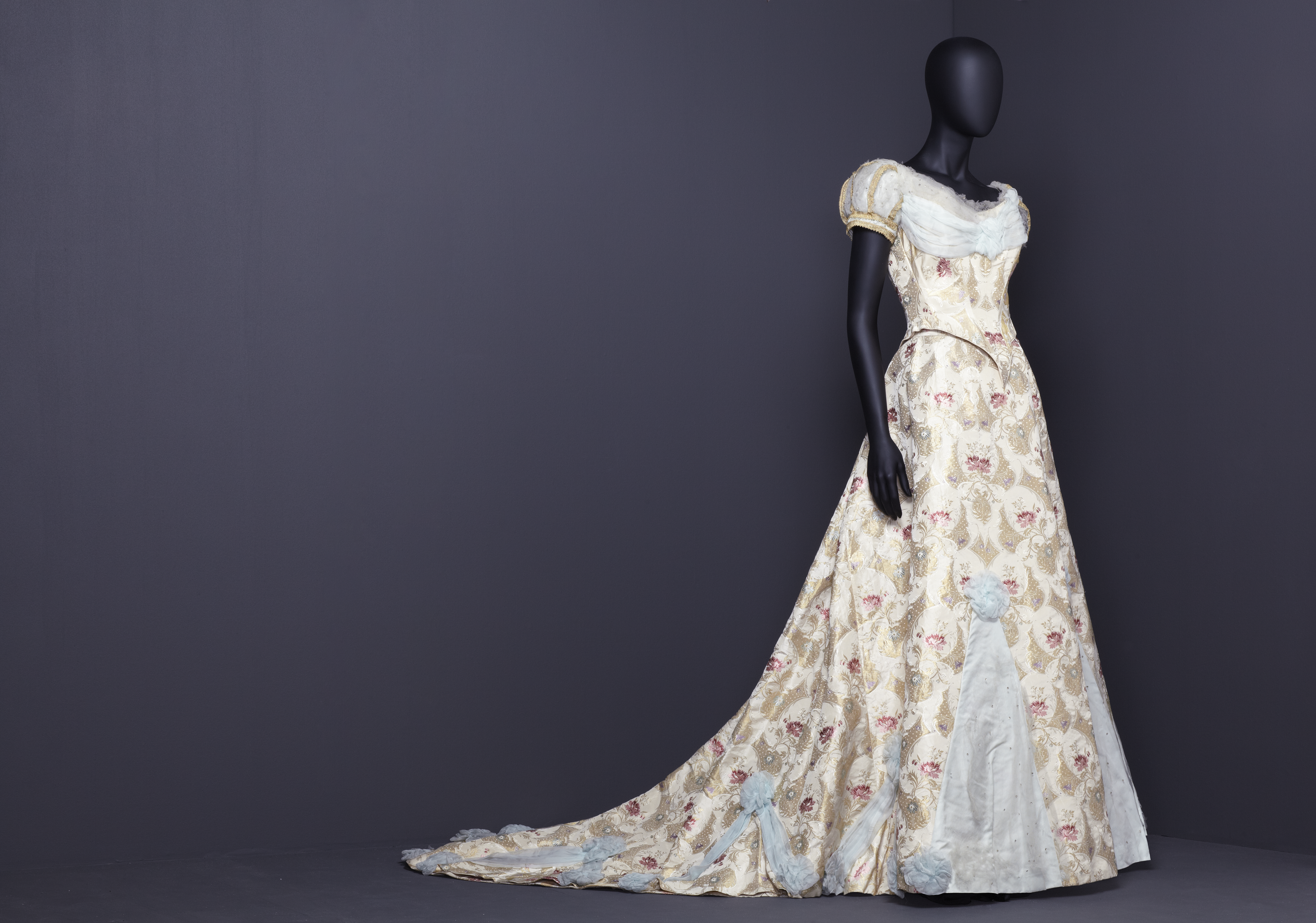
Kleid für Viktoria von Baden, 1905
Detail, 1905
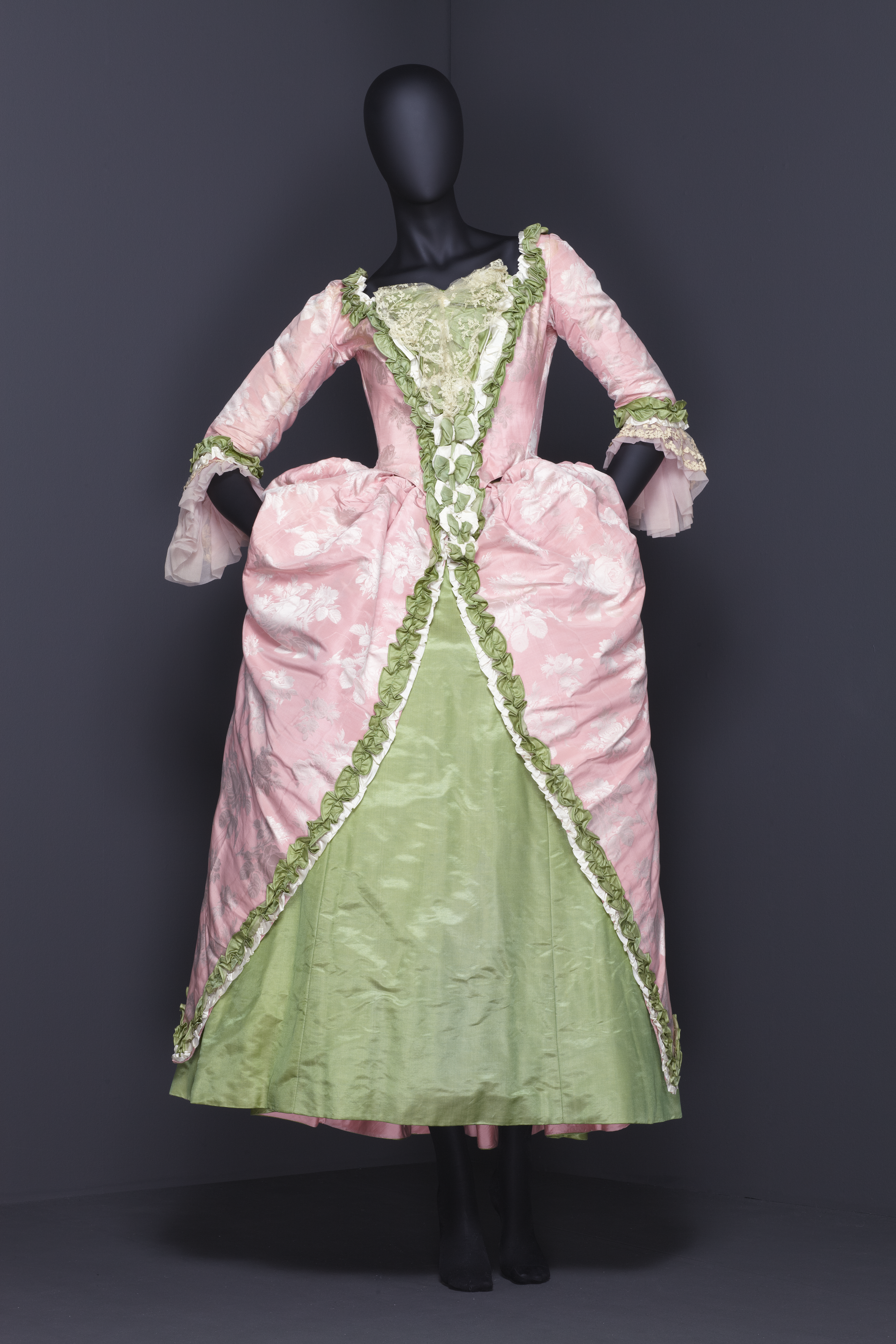
Anfang 20. Jahrhundert
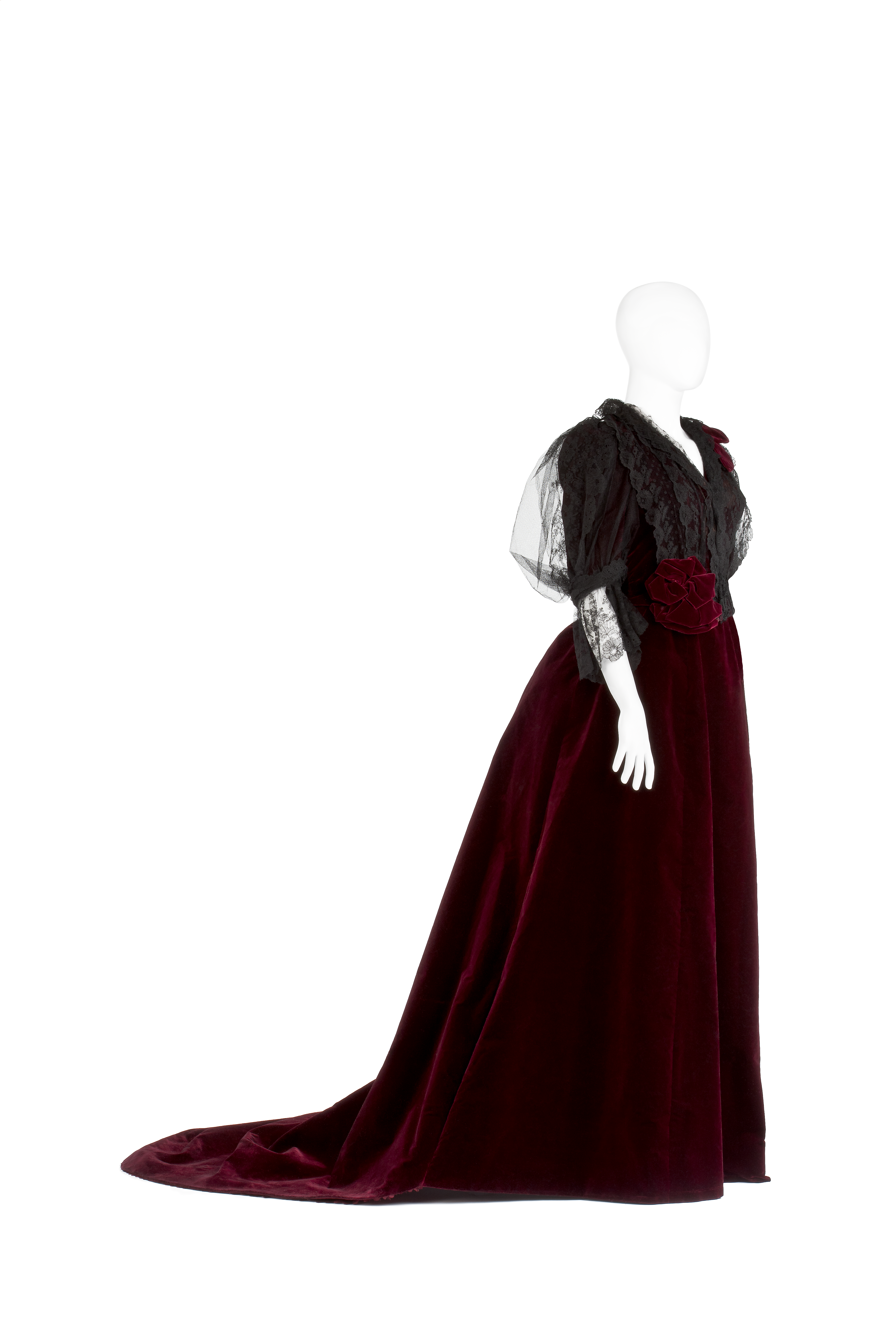
Kleid für Wilhelmina von Hallwyl, 1886
Detail, 1886

Bei Augusta Lundins Tod 1919 erbte ihre Schwester K. A. Bergholm ihre Firma, die Augusta Lundin AB hieß und 200 Angestellte hatte. Zwei Jahre später zog das Unternehmen in neue Räumlichkeiten auf der Kungsträdgårdsgatan 12. 1939 wurde das Modehaus zur Maison Augusta in der Linnégatan 5, schloss aber einige Jahre später.
Roben und festliche Abendkleider Augusta Lundins sind in verschiedenen Museen ausgestellt, wie etwa Sörmlands Museum in Nyköping, dem Kulturmagasinet in Helsingborg, dem Nordischen Museum in Stockholm, dem Röhsska museet in Göteborg, dem Upplandsmuseet in Uppsala und dem Västmanlands läns museum in Västerås. Das Kleid aus silbergrauem Brokat, das sie für die Nobelpreisverleihung an Selma Lagerlöf schuf, ist im Mårbacka-Museum in Sunne ausgestellt.